# Laddie Gale
Lauren Henry Gale, detto Laddie (Oakridge, 23 aprile 1917 – Gold Beach, 29 luglio 1996), è stato un cestista e allenatore di pallacanestro statunitense, membro del Naismith Memorial Basketball Hall of Fame dal 1977 in qualità di giocatore.
Gale rivoluzionò il gioco della pallacanestro negli anni trenta, usando per primo il tiro ad una mano.
Nacque a Oakridge nell'Oregon, ma dopo la separazione dei genitori visse con la madre a Portland. Successivamente si trasferì dal padre a Oakridge (sempre in Oregon). Frequentò l'Oakridge High Shool, ed in seguito l'Università dell'Oregon.
Con la squadra universitaria di pallacanestro vinse il Torneo di pallacanestro maschile NCAA Division I 1939, primo Campionato NCAA della storia.
Dopo gli anni universitari giocò tre mesi nei Detroit Eagles nella National Basketball League, a partire dal gennaio 1940; in seguito servì l'United States Army durante la seconda guerra mondiale. Al termine del conflitto bellico, militò per due stagioni nella squadra del Deseret Times di Salt Lake City, nel doppio ruolo di allenatore-giocatore; mantenne il doppio incarico anche nelle successive due stagioni agli Oakland Bittners.
Dopo il ritiro tornò a Gold Beach, aprendo una propria attività nel settore immobiliare. Sposato due volte, ebbe due figli.

## Palmarès
- Campione NCAA (1939)